# Horacio Lalia
Horacio Lalia (Ramos Mejía, Buenos Aires, 23 de enero de 1941) es un dibujante de historietas argentino.

## Labor profesional
Lalia tuvo inclinación por el dibujo desde chico, pero el mayor empuje para su futuro profesional lo tuvo a los 16 o 17 años cuando comenzó a ser ayudante de dos profesionales del dibujo reconocidos en su país: Eugenio Zoppi (entre 1957 y 1960) y Alberto Breccia (entre 1957 y 1963). Estudió algunos meses en la Escuela Panamericana de Arte y luego dos años en el IDA (Instituto de Directores de Arte), ambas instituciones dónde Breccia, entre otros profesionales, era profesor.
El rostro del joven Lalia inspiró el de Mort Cinder, famoso personaje de Breccia y Oesterheld.
Publicó su primer trabajo, una historieta bélica, en Hora Cero en 1964 y ese mismo año colaboró en algunos episodios de Sargent Trelawney para una editorial británica. Dos años después comenzó a colaborar con la editorial Columba. Al poco tiempo se sumó como ilustrador de la sección Ciencia Viva del diario La Razón y colaboró con Oesterheld, primero en un proyecto para Chile y después, en 1969 ilustrando un libro del Sargento Kirk para la filial mexicana de Editorial Bruguera. Luego participó en Mac Perro, que salía junto a Billiken.
Entre 1966 y 1968 publicó a través de Solano López Studios en la editorial inglesa Fleetway.
En el periodo 1970-1972 se mantuvo alejado del dibujo profesional (con excepción de algunas ilustraciones), mientras lleva adelante un negocio familiar de repostería. 
Vuelve al dibujo luego de haber contactado con el editor de la revista Skorpio, Alfredo Scutti, quien le da un espacio en su publicación donde colaboró, en un comienzo, con historietas unitarias, y ya en 1975 comenzó a dibujar la serie Nekrodamus, personaje creado por Héctor Germán Oesterheld originalmente publicado en la Skorpio italiana y luego reproducido en su homónima argentina. Pasado un año, Oesterheld dejó la serie y se sucedieron varios guionistas en su reemplazo (Carlos Trillo, Guillermo Saccomanno y De los Santos). Esta primera etapa duró hasta 1978. En ese momento, comenzó a realizar Lord Jim junto a Carlos Albiac. En una segunda etapa de Nekrodamus que se desarrolló entre 1981 y 1982, los guiones cayeron en manos de Ray Collins, siempre con los dibujos a cargo de Lalia. Finalmente, en 1989 comenzó la tercera etapa del personaje, esta vez con guiones de Gustavo Slavich, serie que Lalia dibujó hasta 1994 para Argentina y hasta 1996 para Italia.
Durante los años 1980 también realizó otras series (Carlton) y unitarios para Columba.
Ha publicado en las editoriales Eura (Italia), Norma Editorial (España), Editorial Albin Michel (Francia), IPC (Inglaterra) y Bastey (Alemania).
Ha realizado adaptaciones de autores clásicos de la literatura como H. P. Lovecraft, Arthur Conan Doyle, Robert Louis Stevenson, Edgar Allan Poe, H. G. Wells, entre otros.
Entre 1999 y 2000 publicó Belzarek con guion de Gustavo Schimpp (Editorial Albin Michel) y en 2001 La Mano del Muerto publicado por la Editorial Colihue en la Argentina. Por esos años integró el grupo ACHA, siendo cofundador de la revista en la cual dibuja El Inquisidor, serie de corta duración. Más adelante en la década del 2000, la editorial Thalos se encarga de recopilar sus adaptaciones de textos literarios así como parte de sus dibujos de Nekrodamus.
En 2017 trabaja con guion de Rodolfo Santullo en El escapista coeditado por los sellos Loco Rabia (Argentina) y Grupo Belerofonte (Uruguay).